# Castellinaldo
Castellinaldo est une commune italienne de la province de Coni, dans la région Piémont.

## Administration
| Période                                  | Période  | Identité               | Étiquette    | Qualité |
| ---------------------------------------- | -------- | ---------------------- | ------------ | ------- |
| 14 juin 2004                             | En cours | Roberto Teobaldo Costa | Forza Italia |         |
| Les données manquantes sont à compléter. |          |                        |              |         |

### Communes limitrophes
Canale, Castagnito, Magliano Alfieri, Priocca, Vezza d'Alba.